# Asphondylia sambuci
Asphondylia sambuci är en tvåvingeart som beskrevs av Ephraim Porter Felt 1908. Asphondylia sambuci ingår i släktet Asphondylia och familjen gallmyggor. Inga underarter finns listade i Catalogue of Life.